# Enculturação
Enculturação é o processo através do qual uma pessoa aprende as exigências da cultura na qual ela está inserida, e adquire valores e comportamentos que são tidos como apropriados ou necessários naquela cultura.